# Hyagnoides striaticollis
Hyagnoides striaticollis là một loài bọ cánh cứng trong họ Cerambycidae.